# 严培明
严培明（Yan Peiming，1960年12月1日—），中国画家。严培明自1981年起一直居住在法国第戎。他最著名的画作是用黑白或红白两色画出的毛泽东的 "史诗般的 "肖像。他用大笔作画，他的画通过快速的笔触来构造画面空间，使其栩栩如生。

## 生平

### 早期生活和教育
严培明生于上海一个贫穷的工人家庭，在四个孩子中排行第二。他的父亲在屠宰场工作，一家人曾一度住在佛教寺庙里。严培明在文化大革命期间长大，在学校的宣传课上学习绘画。1974年，严培明在业余时间创建了一个 "宣传画室"。1979年，严培明决定离开上海，并最终于1980年11月移民法国。1981年9月，严培明进入第戎美术学院学习，期间结识法国概念艺术家Sylvia Bossu。

### 职业生涯
出生于上海。第一届艺术与设计大奖赛获选人。1991年其作品进入巴黎蓬皮杜艺术中心，后多次在欧洲举办个展，并参加过威尼斯双年展、里昂双年展等众多国际大展。2009年，他成为第一个在卢浮宫举办个展的在世当代艺术家，作品由卢浮宫永久收藏。同年获得法国骑士荣誉勋章。2010年上海世博会期间，新作《上海的孩子》代表法国在国家馆外展出。

### 经历
- 1981年 移居法国第戎
- 1986年 毕业于法国第戎国立美术学院
- 1988—1989 年  在法国巴黎造型艺术高级研究院学习
- 1993—1994年  在意大利罗马法兰西学院学习。
- 1995年至今   任法国第戎国立美术学院教授
- 现居法国

## 腳註
1. ↑  . 88 Mocca - The museum of Contemporary Chinese Art on the Web.   [2008-03-12]. （原始内容存档于2007-09-27）.